# Lední hokej na Zimních olympijských hrách 2018 – kvalifikace muži
Kvalifikace na olympijský turnaj v ledním hokeji mužů 2018 rozhodla o účastnících olympijského turnaje. Jižní Korea jako hostitel měla účast zajištěnou předem, 8 týmů bylo nasazeno přímo do hlavní fáze olympijského turnaje. O zbylá 3 místa zajišťující účast na finálovém turnaji se utkalo celkem 28 zemí a probojovaly se do něj celky Německa, Slovinska a Norska.

## Kvalifikované týmy
| Událost | Termín                          | Místo           | Počet míst | Kvalifikováni                                             |
| --- | ------------------------------- | --------------- | ---------- | --------------------------------------------------------- |
| Hostitel | 19. září 2014                   | Tenerife        | 1          | Jižní Korea                                               |
| Žebříček IIHF 2015, zahrnující výsledky z následujících akcí: Mistrovství světa v ledním hokeji 2012 Mistrovství světa v ledním hokeji 2013 Lední hokej na Zimních olympijských hrách 2014 Mistrovství světa v ledním hokeji 2014 Mistrovství světa v ledním hokeji 2015 | 2. dubna 2012 – 17. května 2015 | Praha a Ostrava | 8          | Rusko Finsko Česko Švédsko Kanada Slovensko USA Švýcarsko |
| Turnaj hlavní kvalifikace – skupina D | 1.–4. září 2016                 | Minsk           | 1          | Slovinsko                                                 |
| Turnaj hlavní kvalifikace – skupina E | 1.–4. září 2016                 | Riga            | 1          | Německo                                                   |
| Turnaj hlavní kvalifikace – skupina F | 1.–4. září 2016                 | Oslo            | 1          | Norsko                                                    |
| CELKEM |                                 |                 | 12         |                                                           |

## Přímý postup na OH
Aby se země přímo kvalifikovala na olympijský turnaj bez nutnosti hrát kvalifikaci, musela se v žebříčku IIHF vydaném po MS 2015 umístit mezi nejlepšími 8 týmy. Poslední mistrovství mělo bodovou váhu 100%, zatímco každý předchozí rok měl hodnotu o 25% nižší.
Následující žebříček je aktuální ke dni skončení MS 2015.
|  | Hostitel OH 2018                      |
|  | Přímo kvalifikováni na OH 2018        |
|  | Účastníci třetího kvalifikačního kola |
|  | Účastníci druhého kvalifikačního kola |
|  | Účastníci prvního kvalifikačního kola |
|  | Neúčastní se kvalifikačního turnaje   |

| Pořadí | Tým                     | MS 2015 | MS 2014 | OL 2014 | MS 2013 | MS 2012 | Celkem |
| ------ | ----------------------- | ------- | ------- | ------- | ------- | ------- | ------ |
| 1      | Kanada                  | 1200    | 795     | 900     | 530     | 265     | 3690   |
| 2      | Rusko                   | 1160    | 900     | 795     | 520     | 300     | 3675   |
| 3      | Švédsko                 | 1060    | 840     | 870     | 600     | 260     | 3630   |
| 4      | Finsko                  | 1040    | 870     | 840     | 550     | 275     | 3575   |
| 5      | USA                     | 1120    | 780     | 825     | 560     | 255     | 3540   |
| 6      | Česko                   | 1100    | 825     | 780     | 510     | 280     | 3495   |
| 7      | Švýcarsko               | 1000    | 705     | 720     | 580     | 230     | 3235   |
| 8      | Slovensko               | 960     | 720     | 690     | 500     | 290     | 3160   |
| 9      | Bělorusko               | 1020    | 765     | 645     | 430     | 215     | 3075   |
| 10     | Lotyšsko                | 880     | 690     | 750     | 460     | 235     | 3015   |
| 11     | Norsko                  | 920     | 675     | 675     | 470     | 250     | 2990   |
| 12     | Francie                 | 900     | 750     | 600     | 440     | 240     | 2930   |
| 13     | Německo                 | 940     | 645     | 630     | 480     | 225     | 2920   |
| 14     | Slovinsko               | 820     | 600     | 765     | 410     | 200     | 2795   |
| 15     | Dánsko                  | 860     | 660     | 585     | 450     | 220     | 2775   |
| 16     | Rakousko                | 840     | 585     | 705     | 420     | 195     | 2745   |
| 17     | Kazachstán              | 800     | 615     | 660     | 400     | 205     | 2680   |
| 18     | Itálie                  | 720     | 630     | 615     | 390     | 210     | 2565   |
| 19     | Maďarsko                | 780     | 540     | 525     | 380     | 190     | 2415   |
| 20     | Japonsko                | 740     | 570     | 480     | 370     | 185     | 2345   |
| 21     | Ukrajina                | 700     | 555     | 540     | 340     | 175     | 2310   |
| 22     | Polsko                  | 760     | 510     | 510     | 330     | 165     | 2275   |
| Host   | Jižní Korea             | 680     | 525     | 495     | 360     | 170     | 2230   |
| 23     | Velká Británie          | 660     | 465     | 570     | 350     | 180     | 2225   |
| 24     | Nizozemsko              | 580     | 450     | 555     | 320     | 160     | 2065   |
| 25     | Litva                   | 640     | 480     | 465     | 300     | 150     | 2035   |
| 26     | Chorvatsko              | 620     | 495     | 405     | 280     | 130     | 1930   |
| 27     | Rumunsko                | 560     | 435     | 435     | 310     | 155     | 1895   |
| 28     | Estonsko                | 600     | 420     | 420     | 290     | 140     | 1870   |
| 29     | Srbsko                  | 520     | 390     | 375     | 240     | 120     | 1645   |
| 30     | Španělsko               | 500     | 330     | 450     | 230     | 135     | 1645   |
| 31     | Mexiko                  | 400     | 315     | 390     | 200     | 95      | 1400   |
| 32     | Izrael                  | 360     | 345     | 360     | 220     | 90      | 1375   |
|        | Belgie                  | 540     | 360     | 0       | 270     | 110     | 1280   |
| 33     | Island                  | 480     | 405     | 0       | 260     | 125     | 1270   |
|        | Austrálie               | 460     | 375     | 0       | 250     | 145     | 1230   |
|        | Nový Zéland             | 420     | 300     | 0       | 210     | 115     | 1045   |
| 34     | Čína                    | 440     | 285     | 0       | 190     | 105     | 1020   |
| 35     | Bulharsko               | 380     | 240     | 0       | 170     | 100     | 890    |
|        | JAR                     | 340     | 270     | 0       | 160     | 85      | 855    |
|        | Turecko                 | 300     | 255     | 0       | 180     | 80      | 815    |
|        | Severní Korea           | 320     | 225     | 0       | 150     | 75      | 770    |
|        | Lucembursko             | 280     | 210     | 0       | 140     | 70      | 700    |
|        | Spojené arabské emiráty | 220     | 180     | 0       | 110     | 0       | 510    |
| 36     | Gruzie                  | 240     | 165     | 0       | 90      | 0       | 495    |
|        | Hongkong                | 260     | 195     | 0       | 0       | 0       | 455    |
|        | Bosna a Hercegovina     | 200     | 0       | 0       | 0       | 0       | 200    |

## První kvalifikační kolo
První kvalifikační kolo se hrálo od 5. do 8. listopadu 2015 ve 2 skupinách po 4 týmech systémem každý s každým. Turnaje se odehrály v estonském Tallinu a ve španělském Valdemoro. Vítězové skupin postoupili do kvalifikačního kola 2 a byli nasazeni jako sedmý a osmý celek dle jejich umístění v žebříčku IIHF.

### Playoff
Hrála se 10. října v Sofii mezi Bulharskem a Gruzií. Do další fáze postoupil vítěz.
| 10. říjen 2015 19:30 | Bulharsko | 9:1 (2:1, 3:0, 4:0) | Gruzie | Zimní sportovní palác, Sofie Návštěvnost: 581 |  |

| Report |

### Skupina K
| Tým       | Z | V | VP | PP | P | GV | GI | +/- | B |
| --------- | - | - | -- | -- | - | -- | -- | --- | - |
| Estonsko  | 3 | 3 | 0  | 0  | 0 | 58 | 4  | +54 | 9 |
| Mexiko    | 3 | 2 | 0  | 0  | 1 | 16 | 15 | +1  | 6 |
| Izrael    | 3 | 1 | 0  | 0  | 2 | 6  | 26 | −20 | 3 |
| Bulharsko | 3 | 0 | 0  | 0  | 3 | 4  | 39 | −35 | 0 |

Všechny časy jsou místní (UTC+2).
| 5. listopad 2015 15:00 | Mexiko | 8:2 (1:0, 3:2, 4:0) | Bulharsko | Tallin Arena, Tallin Návštěvnost: 238 |  |

| Report |

| 5. listopad 2015 19:00 | Izrael | 1:19 (0:6, 0:5, 1:8) | Estonsko | Tallin Arena, Tallin Návštěvnost: 850 |  |

| Report |

| 6. listopad 2015 15:00 | Mexiko | 5:0 (2:0, 1:0, 2:0) | Izrael | Tallin Arena, Tallin Návštěvnost: 237 |  |

| Report |

| 6. listopad 2015 19:00 | Estonsko | 26:0 (10:0, 8:0, 8:0) | Bulharsko | Tallin Arena, Tallin Návštěvnost: 647 |  |

| Report |

| 8. listopad 2015 13:00 | Bulharsko | 2:5 (1:0, 0:1, 1:4) | Izrael | Tallin Arena, Tallin Návštěvnost: 205 |  |

| Report |

| 8. listopad 2015 17:00 | Estonsko | 13:3 (3:1, 3:2, 7:0) | Mexiko | Tallin Arena, Tallin Návštěvnost: 1 150 |  |

| Report |

### Skupina L
| Tým       | Z | V | VP | PP | P | GV | GI | +/- | B |
| --------- | - | - | -- | -- | - | -- | -- | --- | - |
| Srbsko    | 3 | 2 | 1  | 0  | 0 | 15 | 8  | +7  | 8 |
| Španělsko | 3 | 2 | 0  | 0  | 1 | 18 | 9  | +9  | 6 |
| Island    | 3 | 1 | 0  | 1  | 1 | 18 | 13 | +5  | 4 |
| Čína      | 3 | 0 | 0  | 0  | 3 | 5  | 26 | −21 | 0 |

Všechny časy jsou místní (UTC+1).
| 6. listopad 2015 16:00 | Island | 4:5 SN (2:2, 0:1, 2:1 - 0:0 - 0:1) | Srbsko | Francisco Fernández Ochoa Arena, Valdemoro Návštěvnost: 125 |  |

| Report |

| 6. listopad 2015 19:30 | Španělsko | 10:1 (2:0, 6:1, 2:0) | Čína | Francisco Fernández Ochoa Arena, Valdemoro Návštěvnost: 750 |  |

| Report |

| 7. listopad 2015 16:00 | Srbsko | 5:1 (4:0, 1:1, 0:0) | Čína | Francisco Fernández Ochoa Arena, Valdemoro Návštěvnost: 120 |  |

| Report |

| 7. listopad 2015 19:30 | Španělsko | 5:3 (2:1, 2:1, 1:1) | Island | Francisco Fernández Ochoa Arena, Valdemoro Návštěvnost: 850 |  |

| Report |

| 8. listopad 2015 16:00 | Čína | 3:11 (0:7, 1:2, 2:2) | Island | Francisco Fernández Ochoa Arena, Valdemoro Návštěvnost: 150 |  |

| Report |

| 8. listopad 2015 20:00 | Srbsko | 5:3 (0:2, 2:0, 3:1) | Španělsko | Francisco Fernández Ochoa Arena, Valdemoro Návštěvnost: 950 |  |

| Report |

## Druhé kvalifikační kolo
Druhé kvalifikační kolo se hrálo 11. až 14. února 2016 ve 3 skupinách po 4 týmech systémem každý s každým. Právo pořádat kvalifikační turnaj získaly státy na 18., 19. a 20. místě žebříčku IIHF; turnaje se tak odehrály v italské Cortině d'Ampezzo, maďarské Budapešti a japonském Sapporu.
Vítězové postoupili do třetího kvalifikačního kola a byli nasazeni na 4., 5. a 6. místě dle umístění v žebříčku IIHF.

### Skupina G
| Tým            | Z | V | VP | PP | P | GV | GI | +/- | B |
| -------------- | - | - | -- | -- | - | -- | -- | --- | - |
| Itálie         | 3 | 3 | 0  | 0  | 0 | 18 | 4  | +14 | 9 |
| Velká Británie | 3 | 2 | 0  | 0  | 1 | 14 | 13 | +1  | 6 |
| Nizozemsko     | 3 | 1 | 0  | 0  | 2 | 14 | 13 | +1  | 3 |
| Srbsko         | 3 | 0 | 0  | 0  | 3 | 5  | 21 | −16 | 0 |

Všechny časy jsou místní (UTC+1).
| 11. únor 2016 17:00 | Velká Británie | 6:5 (2:1, 2:2, 2:2) | Nizozemsko | Stadio Olympica, Cortina d'Ampezzo Návštěvnost: 302 |  |

| Report |

| 11. únor 2016 20:45 | Itálie | 8:0 (3:0, 3:0, 2:0) | Srbsko | Stadio Olympica, Cortina d'Ampezzo Návštěvnost: 814 |  |

| Report |

| 13. únor 2016 17:00 | Velká Británie | 6:2 (2:1, 2:1, 2:0) | Srbsko | Stadio Olympica, Cortina d'Ampezzo Návštěvnost: 489 |  |

| Report |

| 13. únor 2016 20:45 | Nizozemsko | 2:4 (1:2, 1:1, 0:1) | Itálie | Stadio Olympica, Cortina d'Ampezzo Návštěvnost: 862 |  |

| Report |

| 15. únor 2016 17:00 | Srbsko | 3:7 (0:2, 2:2, 1:3) | Nizozemsko | Stadio Olympica, Cortina d'Ampezzo Návštěvnost: 428 |  |

| Report |

| 15. únor 2016 20:45 | Itálie | 6:2 (3:0, 1:1, 2:1) | Velká Británie | Stadio Olympica, Cortina d'Ampezzo Návštěvnost: 781 |  |

| Report |

### Skupina H
| Tým      | Z | V | VP | PP | P | GV | GI | +/- | B |
| -------- | - | - | -- | -- | - | -- | -- | --- | - |
| Polsko   | 3 | 2 | 1  | 0  | 0 | 16 | 3  | +13 | 8 |
| Maďarsko | 3 | 2 | 0  | 1  | 0 | 11 | 2  | +9  | 7 |
| Estonsko | 3 | 1 | 0  | 0  | 2 | 7  | 14 | −7  | 3 |
| Litva    | 3 | 0 | 0  | 0  | 3 | 2  | 17 | −15 | 0 |

Všechny časy jsou místní (UTC+1).
| 11. únor 2016 16:00 | Polsko | 6:2 (3:0, 2:1, 1:1) | Estonsko | László Papp Budapest Sports Arena, Budapešť Návštěvnost: 858 |  |

| Report |

| 11. únor 2016 19:30 | Litva | 0:4 (0:1, 0:1, 0:2) | Maďarsko | László Papp Budapest Sports Arena, Budapešť Návštěvnost: 7 110 |  |

| Report |

| 12. únor 2016 14:30 | Polsko | 9:1 (2:0, 5:0, 2:1) | Litva | László Papp Budapest Sports Arena, Budapešť Návštěvnost: 640 |  |

| Report |

| 12. únor 2016 18:00 | Maďarsko | 7:1 (2:0, 2:1, 3:0) | Estonsko | László Papp Budapest Sports Arena, Budapešť Návštěvnost: 8 100 |  |

| Report |

| 14. únor 2016 14:30 | Estonsko | 4:1 (3:1, 0:0, 1:0) | Litva | László Papp Budapest Sports Arena, Budapešť Návštěvnost: 950 |  |

| Report |

| 14. únor 2016 18:00 | Maďarsko | 0:1 SN (0:0, 0:0, 0:0 - 0:0 - 0:1) | Polsko | László Papp Budapest Sports Arena, Budapešť Návštěvnost: 9 000 |  |

| Report |

### Skupina J
| Tým        | Z | V | VP | PP | P | GV | GI | +/- | B |
| ---------- | - | - | -- | -- | - | -- | -- | --- | - |
| Japonsko   | 3 | 3 | 0  | 0  | 0 | 12 | 1  | +11 | 9 |
| Ukrajina   | 3 | 2 | 0  | 0  | 1 | 10 | 2  | +8  | 6 |
| Chorvatsko | 3 | 1 | 0  | 0  | 2 | 4  | 10 | −6  | 3 |
| Rumunsko   | 3 | 0 | 0  | 0  | 3 | 1  | 14 | −13 | 0 |

Všechny časy jsou místní (UTC+9).
| 11. únor 2016 14:30 | Ukrajina | 3:0 (0:0, 2:0, 1:0) | Rumunsko | Tsukisamu Gymnasium, Sapporo Návštěvnost: 1 020 |  |

| Report |

| 11. únor 2016 18:00 | Chorvatsko | 0:3 (0:0, 0:1, 0:2) | Japonsko | Tsukisamu Gymnasium, Sapporo Návštěvnost: 1 828 |  |

| Report |

| 13. únor 2016 14:30 | Ukrajina | 6:0 (3:0, 1:0, 2:0) | Chorvatsko | Tsukisamu Gymnasium, Sapporo Návštěvnost: 1 227 |  |

| Report |

| 12. únor 2016 18:00 | Japonsko | 7:0 (0:0, 5:0, 2:0) | Rumunsko | Tsukisamu Gymnasium, Sapporo Návštěvnost: 2 265 |  |

| Report |

| 14. únor 2016 14:30 | Rumunsko | 1:4 (0:1, 1:2, 0:1) | Chorvatsko | Tsukisamu Gymnasium, Sapporo Návštěvnost: 1 003 |  |

| Report |

| 14. únor 2016 18:00 | Japonsko | 2:1 (0:0, 0:0, 2:1) | Ukrajina | Tsukisamu Gymnasium, Sapporo Návštěvnost: 2 000 |  |

| Report |

## Třetí kvalifikační kolo
Třetí kvalifikační kolo se hrálo 1. až 4. září 2016 ve 3 skupinách po 4 týmech systémem každý s každým. Právo pořádat kvalifikační turnaj získaly státy na 9., 10. a 11. místě žebříčku IIHF; turnaje se tak odehrály v běloruském Minsku, lotyšské Rize a norském Oslo.

### Skupina D
| Tým       | Z | V | VP | PP | P | GV | GI | +/- | B |
| --------- | - | - | -- | -- | - | -- | -- | --- | - |
| Slovinsko | 3 | 2 | 1  | 0  | 0 | 12 | 3  | +9  | 8 |
| Bělorusko | 3 | 2 | 0  | 1  | 0 | 12 | 8  | +4  | 7 |
| Dánsko    | 3 | 1 | 0  | 0  | 2 | 7  | 10 | −3  | 3 |
| Polsko    | 3 | 0 | 0  | 0  | 3 | 6  | 16 | −10 | 0 |

Všechny časy jsou místní (UTC+3).
| 1. září 2016 15:00 | Slovinsko | 6:1 (2:0, 3:0, 1:1) | Polsko | Minsk-Arena, Minsk Návštěvnost: 1 800 |  |

| Report |

| 1. září 2016 19:00 | Dánsko | 2:5 (1:2, 0:0, 1:3) | Bělorusko | Minsk-Arena, Minsk Návštěvnost: 15 086 |  |

| Report |

| 2. září 2016 15:00 | Slovinsko | 3:0 (0:0, 1:0, 2:0) | Dánsko | Minsk-Arena, Minsk Návštěvnost: 2 090 |  |

| Report |

| 2. září 2016 19:00 | Bělorusko | 5:3 (4:2, 1:0, 0:1) | Polsko | Minsk-Arena, Minsk Návštěvnost: 10 820 |  |

| Report |

| 4. září 2016 13:00 | Polsko | 2:5 (1:1, 0:2, 1:2) | Dánsko | Minsk-Arena, Minsk Návštěvnost: 2 390 |  |

| Report |

| 4. září 2016 17:00 | Bělorusko | 2:3 SN (0:0, 1:2, 1:0 - 0:0 - 0:1) | Slovinsko | Minsk-Arena, Minsk Návštěvnost: 15 086 |  |

| Report |

### Skupina E
| Tým      | Z | V | VP | PP | P | GV | GI | +/- | B |
| -------- | - | - | -- | -- | - | -- | -- | --- | - |
| Německo  | 3 | 3 | 0  | 0  | 0 | 14 | 2  | +12 | 9 |
| Lotyšsko | 3 | 2 | 0  | 0  | 1 | 13 | 5  | +8  | 6 |
| Rakousko | 3 | 1 | 0  | 0  | 2 | 4  | 14 | −10 | 3 |
| Japonsko | 3 | 0 | 0  | 0  | 3 | 1  | 11 | −10 | 0 |

Všechny časy jsou místní (UTC+3).
| 1. září 2016 15:30 | Německo | 5:0 (2:0, 3:0, 0:0) | Japonsko | Arena Riga, Riga Návštěvnost: 979 |  |

| Report |

| 1. září 2016 19:30 | Rakousko | 1:8 (1:2, 0:3, 0:3) | Lotyšsko | Arena Riga, Riga Návštěvnost: 4 210 |  |

| Report |

| 2. září 2016 15:30 | Německo | 6:0 (1:0, 2:0, 3:0) | Rakousko | Arena Riga, Riga Návštěvnost: 1 062 |  |

| Report |

| 2. září 2016 19:30 | Lotyšsko | 3:1 (0:0, 1:0, 2:1) | Japonsko | Arena Riga, Riga Návštěvnost: 3 851 |  |

| Report |

| 4. září 2016 14:00 | Japonsko | 0:3 (0:1, 0:0, 0:2) | Rakousko | Arena Riga, Riga Návštěvnost: 727 |  |

| Report |

| 4. září 2016 18:00 | Lotyšsko | 2:3 (0:1, 1:1, 1:1) | Německo | Arena Riga, Riga Návštěvnost: 10 035 |  |

| Report |

### Skupina F
| Tým        | Z | V | VP | PP | P | GV | GI | +/- | B |
| ---------- | - | - | -- | -- | - | -- | -- | --- | - |
| Norsko     | 3 | 2 | 0  | 1  | 0 | 9  | 6  | +3  | 7 |
| Francie    | 3 | 1 | 1  | 0  | 1 | 7  | 4  | +3  | 5 |
| Kazachstán | 3 | 1 | 1  | 0  | 1 | 8  | 9  | −1  | 5 |
| Itálie     | 3 | 0 | 0  | 1  | 2 | 4  | 9  | −5  | 1 |

Všechny časy jsou místní (UTC+2).
| 1. září 2016 16:00 | Francie | 2:1 PP (0:0, 1:1, 0:0 - 1:0) | Itálie | Jordal Amfi, Oslo Návštěvnost: 643 |  |

| Report |

| 1. září 2016 20:00 | Kazachstán | 4:3 PP (0:0, 3:1, 0:2 - 1:0) | Norsko | Jordal Amfi, Oslo Návštěvnost: 2 714 |  |

| Report |

| 2. září 2016 16:00 | Francie | 4:1 (2:1, 0:0, 2:0) | Kazachstán | Jordal Amfi, Oslo Návštěvnost: 378 |  |

| Report |

| 2. září 2016 20:00 | Norsko | 4:1 (2:0, 0:1, 2:0) | Itálie | Jordal Amfi, Oslo Návštěvnost: 3 751 |  |

| Report |

| 4. září 2016 11:30 | Itálie | 2:3 (1:1, 1:1, 0:1) | Kazachstán | Jordal Amfi, Oslo Návštěvnost: 386 |  |

| Report |

| 4. září 2016 15:00 | Norsko | 2:1 (0:0, 1:1, 1:0) | Francie | Jordal Amfi, Oslo Návštěvnost: 4 277 |  |

| Report |